# 廷坪乡
廷坪乡是中国福建省福州市闽侯县下辖的一个乡。

## 行政区划
廷坪乡下辖以下地区：
廷坪村、溪坪村、西坑村、下洋村、文山岗村、黄埔村、洪山村、岩头村、西山村、马厝村、盘岭村、赤坑村、罗桥村、蕉溪村、曹地村、汶合村、广坪村、石洋村、石井村、流源村、尾桥村、塘里村、石坑村、后溪村和池坑村。